# Zaandijkerweg
De Zaandijkerweg is een straat in het centrum van het Nederlandse dorp Wormerveer gemeente Zaanstad. De Zaandijkerweg loopt van het Zuideinde en Plein 13 tot de Soendastraat en de Lagedijk waar de straat in overgaat. Zijstraten van de Zaandijkerweg zijn de Prinses Irene-Brigadeweg en de Hogeweg. Parallel aan deze straat ligt de Zaan. De straat is ongeveer 550 meter lang.

## Historie
Aan de Zaandijkerweg te Wormerveer staat het rijksmonumentale pand van de "De Adelaar", dit is een voormalige zeepziederij. Thans zit het hoofdkantoor van "Vanilia" in dit pand wat geheel is gerestaureerd, dit is een modeketen voor exclusieve kleding.

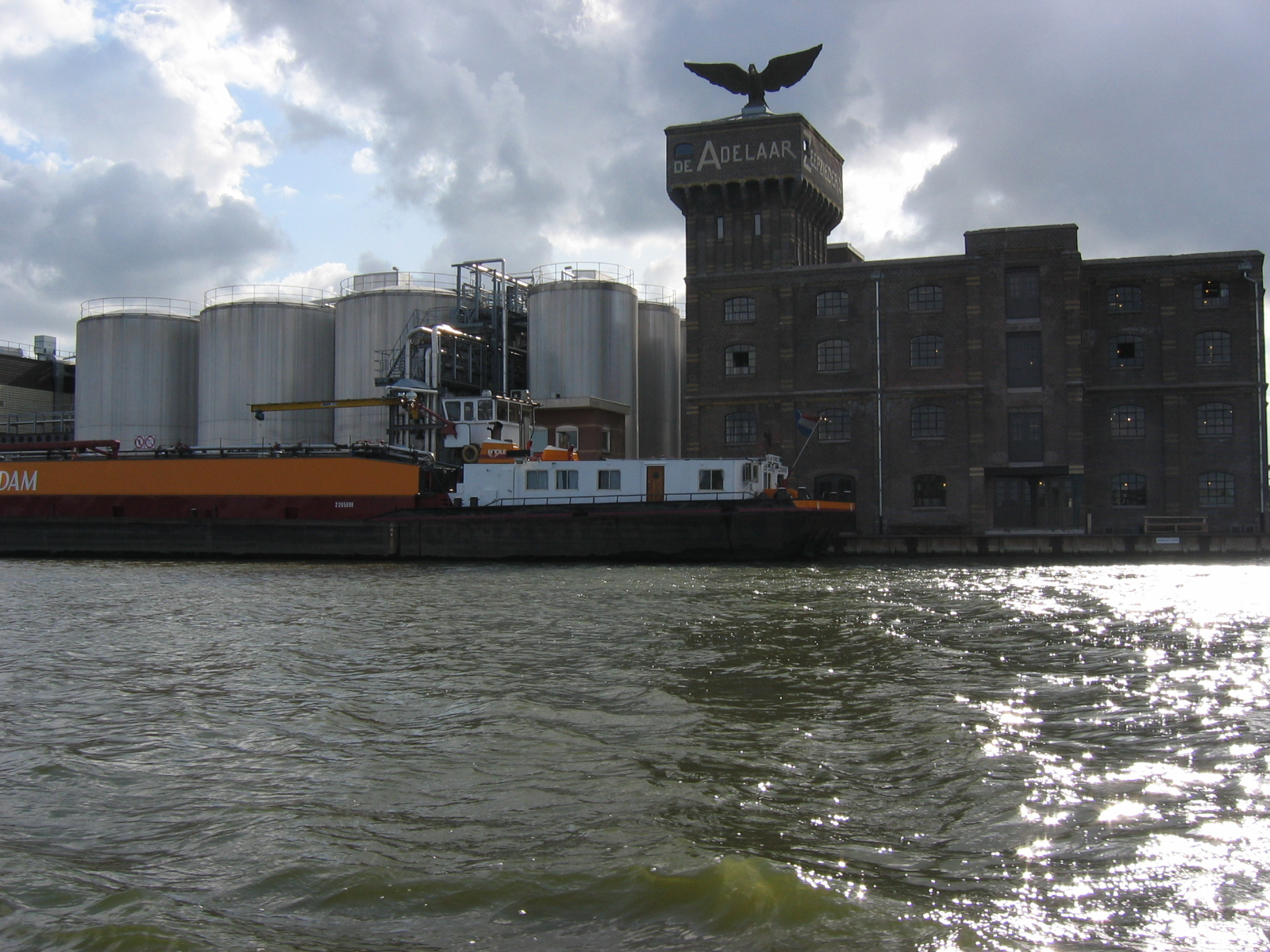
De voormalige zeepziederij "De Adelaar" aan de Zaandijkerweg.

Billitonkade ·
Dubbelebuurt ·
Franklinstraat ·
Hennepad ·
Lassiestraat ·
Marktstraat ·
Noordeinde ·
Stationsweg ·
Zaandijkerweg ·
Zaanweg